# Trisaccharide

Raffinose, Trisaccharid aus den drei Einfachzuckern Galactose, Glucose und Fructose

Trisaccharide (veraltet Dreifachzucker) sind organisch-chemische Verbindungen aus der Gruppe der Kohlenhydrate. Trisaccharide entstehen formal aus drei Monosaccharid-Einheiten (Einfachzucker) durch Wasserabspaltung (zwei Äquivalente Wasser). Die Monosaccharid-Einheiten sind im Trisaccharid kovalent über zwei glycosidische Bindungen miteinander verknüpft. Die Trisaccharide zählen zur Gruppe der Oligosaccharide.
Wenn mindestens ein Monosaccharidbaustein nicht über sein anomeres Kohlenstoffatom gebunden ist, handelt es sich um ein reduzierendes Trisaccharid.
| Name                   | chemische Verbindung                       | Funktion/Vorkommen                                           |
| ---------------------- | ------------------------------------------ | ------------------------------------------------------------ |
| Fucosidolactose        | O-α-D-Fucp-(1→2)-O-β-α-Galp-(1→4)-D-Galp   | in Frauenmilch                                               |
| Gentianose             | O-β-D-Glcp-(1→6)-O-α-D-Glcp-(1→2)-β-D-Fruf | Rhizom von Enzianarten                                       |
| Isokestose (1-Kestose) | O-α-D-Glcp-(1→2)-O-β-D-Fruf-(1→2)-β-D-Fruf | durch Einwirkung von Saccharasen (Hefe) auf Saccharose       |
| Kestose (6-Kestose)    | O-α-D-Glcp-(1→2)-O-β-D-Fruf-(6→2)-β-D-Fruf | durch Einwirkung von Saccharasen auf Saccharose, Bienenhonig |
| Maltotriose            | O-α-D-Glcp-(1→4)-O-α-D-Glcp-(1→4)-D-Glcp   | Abbauprodukt von Stärke, Stärkesirup                         |
| Manninotriose          | O-α-D-Galp-(1→6)-O-α-D-Galp-(1→6)-D-Glcp   | Manna                                                        |
| Melezitose             | O-α-D-Glcp-(1→3)-O-β-D-Fruf-(2→1)-α-D-Glcp | Manna, Nektar                                                |
| Neokestose             | O-β-D-Fruf-(2→6)-O-α-D-Glcp-(1→2)-β-D-Fruf | Einwirkung von Saccharasen auf Saccharose                    |
| Panose                 | O-α-D-Glcp-(1→6)-O-α-D-Glcp-(1→4)-D-Glcp   | Abbauprodukt von Amylopektin, Bienenhonig                    |
| Raffinose              | O-α-D-Galp-(1→6)-O-α-D-Glcp-(1→2)-β-d-Fruf | in Zuckerrübe, Zuckerrohr; weit verbreitet in Pflanzen       |
| Umbelliferose          | O-α-D-Galp-(1→2)-O-α-D-Glcp-(1→2)-β-D-Fruf | in Wurzeln von Umbelliferen                                  |